# Goatman (lenda urbana)
O Goatman ou Homem-Bode é uma criatura meio-humana meio-bode que tem a cabeça e os quartos traseiros de uma cabra e o corpo de um humano. É uma lenda urbana oriunda de Maryland (EUA), porém é relatada em outras regiões próximas.

## Lenda
Segundo a lenda urbana, o Goatman é uma criatura meio bode e meio homem empunhando um machado que já foi um cientista que trabalhou no Centro de Pesquisa Agrícola de Beltsville. O conto sustenta que ele estava experimentando cabras até que um experimento saiu pela culatra, e ele sofreu uma mutação, tornando-se como cabra. Ele então começou a atacar carros e principalmente casais com um machado de duas faces, percorrendo as estradas secundárias de Beltsville, Maryland. Uma variação da lenda fala do homem-bode como um velho eremita que vive na floresta, visto andando sozinho à noite pela Fletchertown Road.
De acordo com o folclorista da Universidade de Maryland, Barry Pearson, as lendas dos cabritos começaram há "muito, muito, muito tempo" e foram popularizadas em 1971, quando a morte de um cão foi atribuída ao Goatman pelos residentes locais. Pearson diz que "adolescentes entediados" mantêm viva a lenda de Goatman, repetindo a história e sugerindo que a criatura ataca casais que freqüentam a pista de amantes locais, posteriormente despertando interesse em locais como Fletchertown Road.

## Ver Também
- Sátiro / Fauno
- O monstro de Papa Lick ("Cabra-Carneiro" de Kentucky )
- Monstro de Lake Worth (Texas Goatman)